# Xylena exsoleta

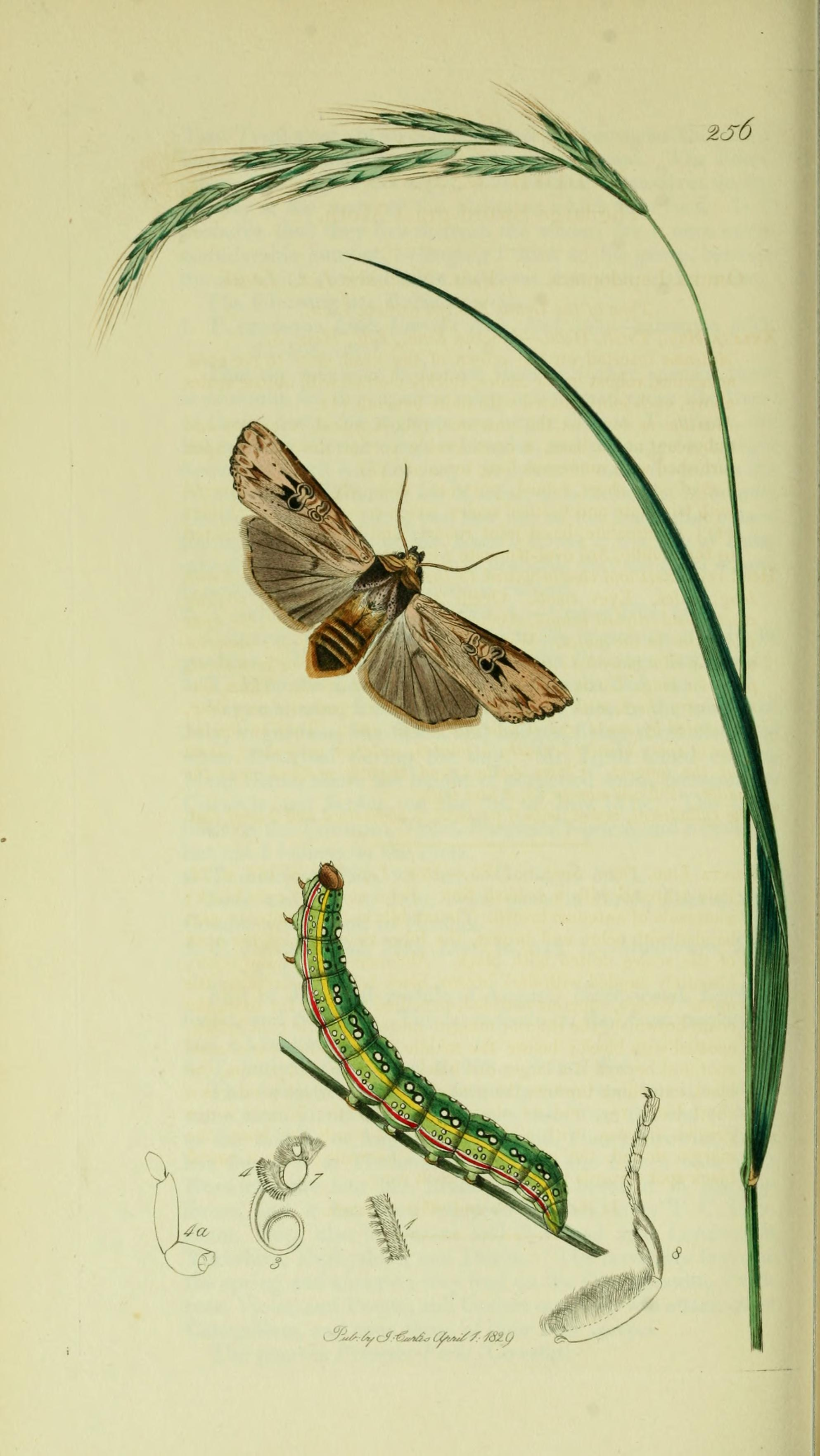
Il·lustració del volum d'Entomologia britànica de John Curtis

Xylena exsoleta és una espècie de lepidòpters ditrisis de la família dels noctúids (Noctuidae) que habita des d'Europa al Japó, incloent-hi la península Ibèrica.

## Descripció
L'adult és una arna grossa de color terrós fosc rogenc. La seva mida oscil·la entre els 58 i 68 mm. Les ales anteriors són llargues i estretes, arribant als 24–29 mm; les posteriors són piloses.
L'eruga és verda amb bandes longitudinals dorsals i subdorsals de color groc i taronja, i taques negres a cada segment.
Difereix de Xylena vetusta, l'altre espècie del gènere citada a la península Ibèrica i les Illes Balears, en què aquesta és més fosca, la coloració ocre es mostra només en una ratlla longitudinal per sobre de la veta mitjana que s'eixampla al llarg de la vena 5; l'estigma orbicular gran i ben marcat, amb el centre i el contorn lineals negres; línies marcades per parells de taques negres a les venes; línia submarginal precedida per dues marques negres en forma de falca que no arriben al reniforme; ales posteriors de color fosc.

## Biologia
Les papallones volen de setembre al juliol depenent de la ubicació.
Les larves són polífagues, alimentant-se de diversos arbres caducifolis, arbusts i herbàcies, incloent Rumex, Sambucus, Euphorbia, Iris, Myrica, Silene, Ononis, Geranium, Stachys, Serratula, Sedum, Petasites. Com moltes espècies similars, fan la metamorfosi baix terra.

## Distribució
Espècie euroasiàtica que ha estat citada des de les Illes Canàries i el nord d'Àfrica occidental a Europa, Orient Pròxim i l'Àsia central fins a l'Oceà Pacífic i el Japó.
Es troba ben estesa per tota la península Ibèrica, encara que no és abundant.
A les Illes Balears ha estat citada al Parc Natural de s'Albufera de Mallorca i a Santa Ponça.

## Hàbitat
Aquestes arnes prefereixen zones de matollar i boscos.